# عزیزم (ترانه اینا و وینکا)
«عزیزم» (به انگلیسی: Bebe) ترانه‌ای از خواننده اهل رومانی اینا و خواننده اهل لوگاندا وینکا است. این ترانه در ۴ نوامبر ۲۰۱۹ توسط گلوبال برای دانلود دیجیتالی رکوردز منتشر شد. ژانر ترانه یک اثر عاشقانه با زبان فرانسوی، سواحلی، لوگاندا و انگلیسی است.